# Refulat
Refulat – urobek denny pochodzący z refulacji (prac pogłębiających) wód powierzchniowych lub budowli hydrotechnicznych.
Refulat, jako urobek z pogłębiania, kwalifikowany jest jako odpad (kod 17 05). Wydobywany jest on przez pogłębiarki (np. refuler). Urobek z dna morskiego, gdy nie jest zanieczyszczony, może być wtórnie zatapiany w morzu po uzyskaniu zezwolenia organu właściwego. W przypadku, gdy urobek nie jest zanieczyszczony może być on składowany na polach refulacyjnych. Po wysuszeniu i oczyszczeniu może być wykorzystywany np. w budownictwie drogowym lub hydrotechnicznym, a także do wykonywania okrywy rekultywacyjnej (biologicznej). Warunki odzysku urobku określone są przepisami prawa. W przypadku, gdy urobek jest zanieczyszczony jest on przekazywany na składowiska odpadów przemysłowych. Może on być składowany w sposób nieselektywny.